# 科茲林
50°43′20″N 26°25′45″E / 50.72222°N 26.42917°E

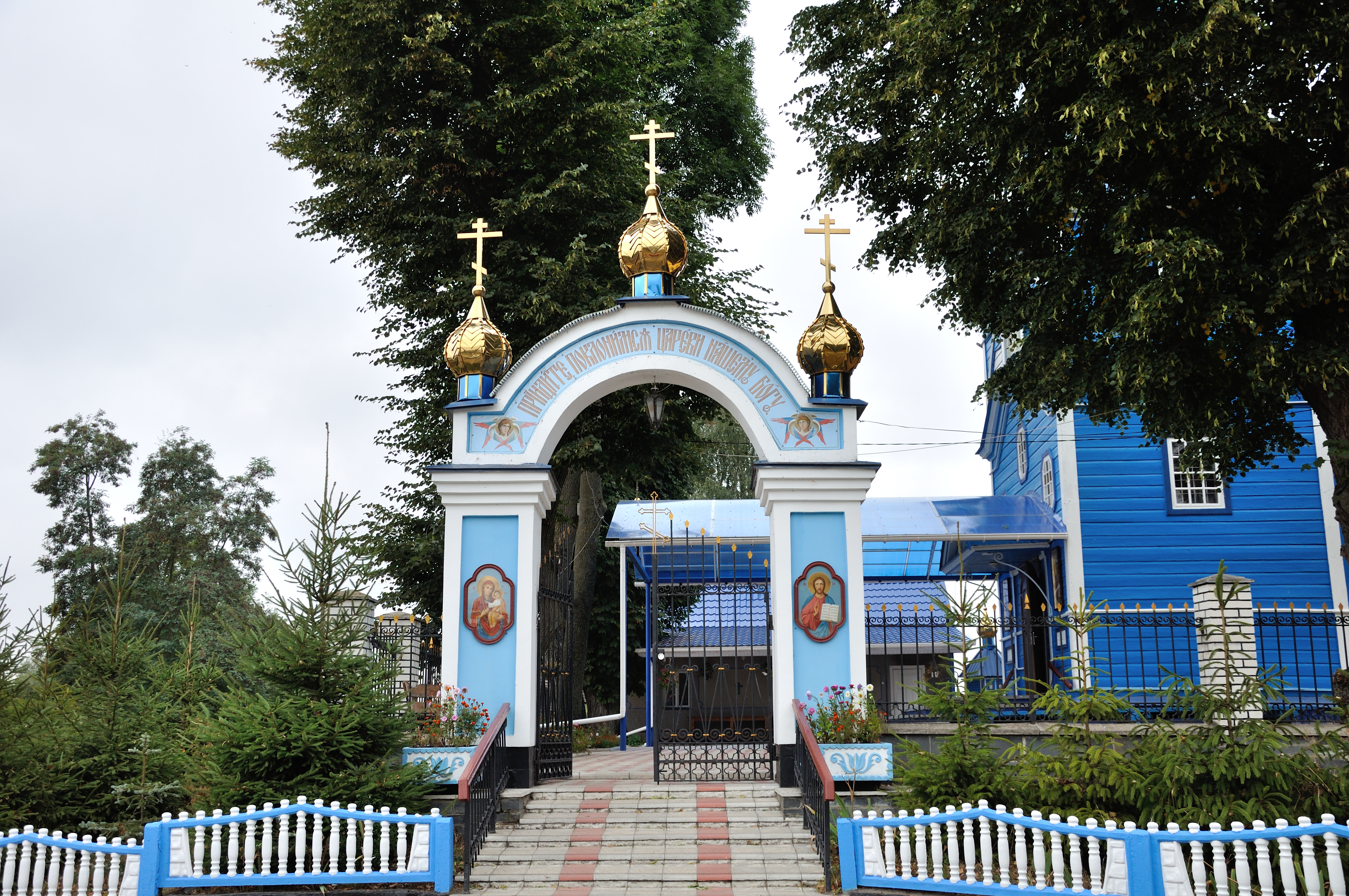
教堂

科茲林（烏克蘭語：Козлин），是烏克蘭西北部里夫内州里夫内区亞歷山德里亞市鎮的村落。面積0.9平方公里，海拔高度183米，2001年人口811，人口密度每平方公里901.1人。